# 東部省 (埃及)
東部省（阿拉伯语：محافظة الشرقية），是埃及二十九省之一，位于該國東北部。首府宰加濟格。面积4,180平方公里，人口5,340,058人（2006年统计）。

## 外部連結
- 官方網頁 （页面存档备份，存于） （英文） （阿拉伯文）